# 西田擁平
西田擁平（にしだ ようへい、1964年10月16日 - ）は、日本のクリエイティブ・ディレクター、演出家、写真家、ナレーター、作詞家、料理人。東京都出身。ナレーター所属事務所ヘリンボーン。
国内外のコンサート・ツアーから、ヘアー・ショウ、イベントをはじめとする舞台・映像・音楽から食エンタテインメントまで、総合的に演出を手掛ける食と文化の料理人。また、『出逢いの音』をテーマにした少数民族のポートレート写真をメインにした作家活動も行い、ナレーターなど声の出演を中心とした演者活動も行っている。　出典：

## 出演
- Song of World（ミュージックバード、ラジオ・パーソナリティ1998年）
- 韓国人蔘公社ジャパンTV-CM「「正官庄、私も（ペ・ヨンジュン）」ナレーション（2012年）
- BSジャパン TV-CM「大企業の会長の相続」篇弁護士役（2015年）
- Sonic Decanterナレーション（2016年）
- 泊まるといふこと（テレビ朝日系列、主演・ナビゲーター2002年10月 - 12月）
- Discover Japan『食×音楽×旅のニッポン旅(YAMAHA meets Discover Japan)』対談連載・旅×音楽×食のニッポン旅（枻出版、2011年〜2013年 ）ナビゲーター
- 日経新聞 朝刊『文化欄』インタヴュー（2011年9月26日）

## 写真

### 写真集
- 写真集 『ENCUENTROS ~indigenas mayas de guatemala~』（blurb/2013年）出版

### 写真展
- 中西圭三＆西田擁平二人展『ph+oto』銀座ソニービル（2000年）
- 個展「ENCUENTROS 2010」グアテマラ・アンティグア、CASA CONVENTO CONCEPCION（2010年）
- 個展「 ENCUENTROS2011-2012」  グアテマラ・アンティグア、サント・ドミンゴ博物館（2011年12-2012年1月）
- 個展「 ENCUENTROS2013」グアテマラ・アンティグア、サント・ドミンゴ博物館(2013年5月-7月）
- 写真集 『ENCUENTROS ~indigenas mayas de guatemala~』（blurb/2013年）出版
- 個展『ENCUENTROS 2013@ヒロコーヒー 』ヒロコーヒー兵庫伊丹いながわ店・大阪大丸梅田店・神戸西宮北口店（2013年）
- 日･中米交流年 〜日･グアテマラ外交関係樹立80周年公式記念行事西田擁平写真展 『ENCUENTROS 2015』（2015年）　出典：出典：出典：
- 個展「ENCUENTROS2018」グアテマラ・アンティグア、サント・ドミンゴ博物館（2018年）
- グアテマラへの日本協力開始45周年・グアテマラ独立197年記念行事イベント＠JICA地球広場／グアテマラ・JICA主催 　作品展示（2018年 ）